# Steindalshøi
De Steindalshøi is een berg behorende bij de gemeente Lom in de provincie Oppland in Noorwegen. De berg, gelegen in Nationaal park Jotunheimen, heeft een hoogte van 1892 meter.
De Steindalshøi is onderdeel van het gebergte Jotunheimen.